# Sommergespräche
Als Sommergespräche bezeichnet man vor allem in Österreich Interviews zu politischen Themen, die im Spätsommer stattfinden. Sie werden üblicherweise von Fernsehen, Tageszeitungen oder Wochenmagazinen organisiert und publiziert, die damit eine Möglichkeit haben, das Sommerloch zu füllen. Die Gespräche sind zumeist ungewöhnlich lang und versuchen, alle für den Herbst relevanten Themen, sowie grundsätzliche Positionen der Partei und Persönliches zum Spitzenkandidaten zu behandeln. Besonderes Interesse gilt diesen Interviews vor Herbstwahlen.

## ORF-Sommergespräche
Die Sommergespräche des ORF finden seit 1981 traditionell Ende August oder Anfang September statt. Geladen werden zu den Einzelgesprächen die Vorsitzenden der Parlamentsparteien. Die Ausstrahlung erfolgt auf ORF2.
2004 bis 2006 fanden diese Interviews vor Saalpublikum und live statt. 2007 wurden sie zeitverzögert und an wechselnden Standorten aufgezeichnet, zudem war jeweils ein Vertreter von Printmedien eingeladen. Aufgrund der vorgezogenen Neuwahlen wurde 2008 auf die Sommergespräche zugunsten von zehn Konfrontationen der Spitzenkandidaten der im Nationalrat vertretenen Parteien und einer Elefantenrunde verzichtet.
Die Sommergespräche 2009 wurden unter dem Motto Kunst und Politik von der ORF-Journalistin Ingrid Thurnher und jeweils einem prominenten Künstler von einer österreichischen Festspielbühne aus geführt. Im darauffolgenden Jahr 2010 stellte gemeinsam mit Ingrid Thurnher ein prominenter wirtschaftlicher Vertreter (u. a. Hannes Androsch, Aleksandra Izdebska usw.) die Fragen an die Politiker. Die Sendungen wurden am Ausstrahlungstag an den Stätten der eingeladenen Unternehmer aufgezeichnet.
Im Jahre 2011 wurden die Gespräche live vom Dachfoyer der Wiener Hofburg gesendet. Moderatorin war erneut Ingrid Thurnher. Im Rahmen der Aktion „Meine Frage“ konnte die Bevölkerung den Politikern Fragen stellen, welche dann in der Sendung eingespielt wurden. 
2012, wie zuvor bereits 2005, moderierte der ORF-Journalist Armin Wolf die Sendung. Die Gespräche wurden aus den Orten, in denen die jeweiligen Politiker aufgewachsen waren, gesendet. Die Sendungen wurden am Tage der Ausstrahlung im Freien aufgezeichnet. In einem Kurzporträt über die Politiker wurde deren Leben vor der Politik geschildert. Darin kamen Menschen aus dem persönlichen Umfeld der Politiker zu Wort.
2013 gab es wie 2008 wegen der Nationalratswahlen keine Sommergespräche. 
2014 moderierte erstmals Peter Resetarits die Sommergespräche. Die Sendungen wurden live vor Publikum aus dem ORF-Zentrum Küniglberg ausgestrahlt und stellten die Anliegen der Bürger in den Mittelpunkt. Dafür wurden Personen im Vorfeld an verschiedenen Orten des Landes befragt. Daraus wurden Fragen zu besonders bewegenden Themen ausgewählt und als Beiträge eingespielt. Waren die in den Beiträgen zu sehenden Bürger im Studio anwesend, konnten sie kurz mit dem Politiker über das Thema diskutieren. 
2015 wurden die Sommergespräche von Hans Bürger, dem Innenpolitik-Chef der ORF-TV-Redaktion, moderiert. Die Gespräche fanden im Ringturm der Wiener Städtischen Versicherung statt. Sie wurden jeweils vor der Sendung um etwa 19 Uhr aufgezeichnet, da zum Ausstrahlungszeitpunkt um 21:05 Uhr der Blick auf Wien durch spiegelnde Scheinwerfer beziehungsweise durch die Dunkelheit gestört worden wäre. In Kurzporträts wurden die wichtigsten Mitstreiter der Parteivorsitzenden vorgestellt. Neben aktuellen politischen Themen standen die grundsätzlichen Werthaltungen und Perspektiven der Parteichefs im Mittelpunkt. Bezüglich der Einschaltquoten waren die Sommergespräche 2015 mit insgesamt 2,9 Millionen Zusehern die bisher erfolgreichsten. Das Gespräch mit dem FPÖ-Obmann Heinz-Christian Strache am 17. August 2015 erreichte mit durchschnittlich 1,007 Millionen Zuschauern den Allzeitrekord. Zuvor hatte bereits das Gespräch mit Frank Stronach am 3. August 2015 mit durchschnittlich 827.000 Zuschauern den bisherigen Rekord aus dem Jahre 1994 von Jörg Haider mit 807 000 Sehern überboten.
2016 wurden die sechs Gespräche vom 25. Juli bis 5. September von Susanne Schnabl, der Präsentatorin des ORF-Innenpolitik-Magazins Report, moderiert. Sie wurden live aus dem ORF-Studio am Küniglberg gesendet. Wie schon in den letzten Jahren war der Ausstrahlungstermin montags um 21:05 Uhr.

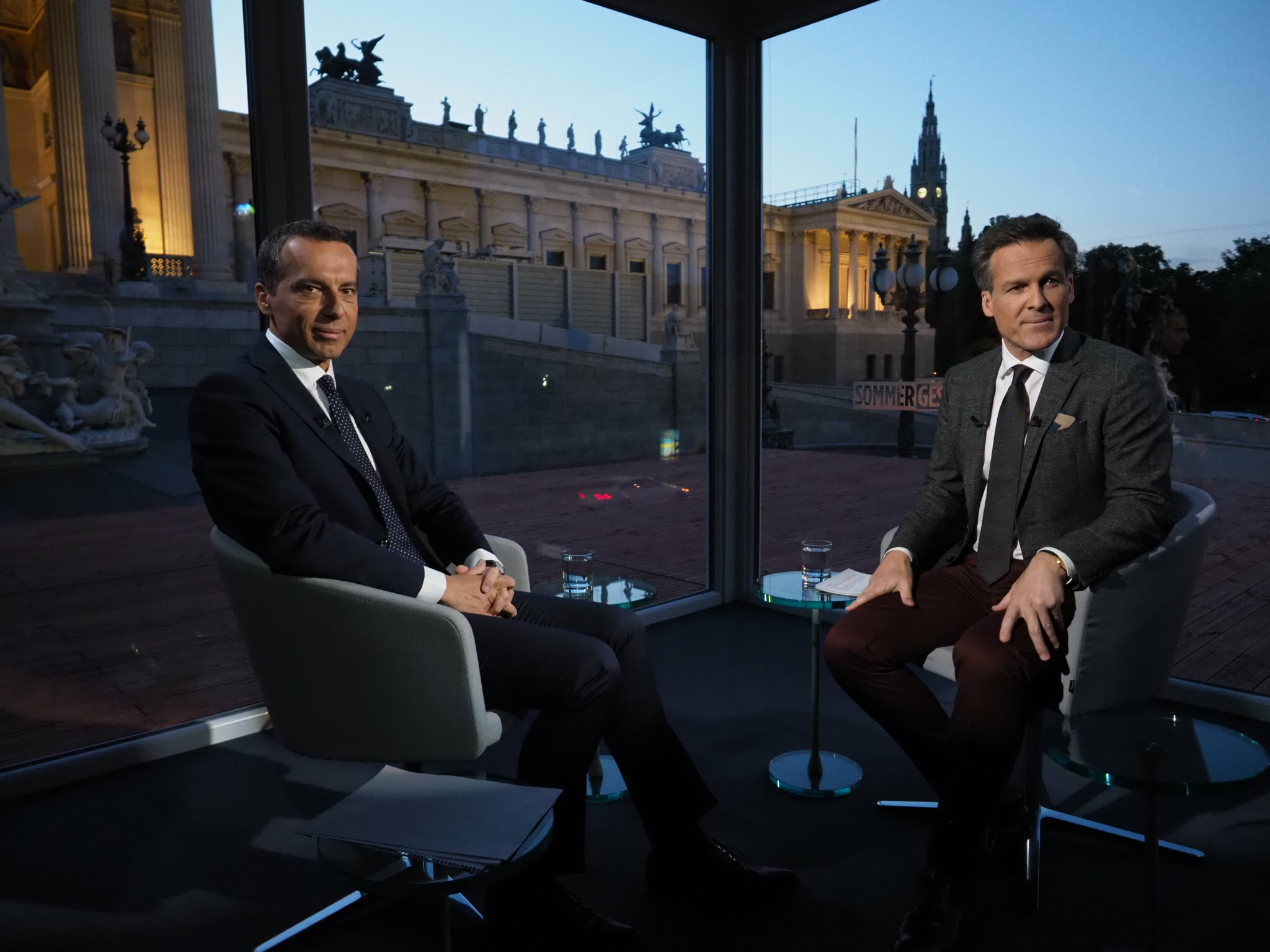
ORF-Sommergespräch 2017 mit Christian Kern und Tarek Leitner

2017 wurden die Sommergespräche von Tarek Leitner moderiert. Sie fanden trotz der bevorstehenden Nationalratswahl statt. Die Gespräche wurden in einem gläsernen Studio vor dem Parlament in Wien jeweils montags um 19:30 Uhr aufgezeichnet und wie in den Jahren zuvor um 21:05 Uhr auf ORF2 ausgestrahlt. Das Sommergespräch mit ÖVP-Chef Sebastian Kurz stellte mit 1,034 Millionen Zusehern einen neuen Rekord auf. Durchschnittlich kamen die Sommergespräche 2017 auf 769.000 Zuseher bei einem Marktanteil von 28 Prozent und waren damit die bislang meistgesehenen. Im Vorfelde des Gespräches mit SPÖ-Bundeskanzler Christian Kern gab es seitens des ÖVP-Kandidaten Efgani Dönmez Kritik, wonach der Moderator wegen eines gemeinsamen Urlaubes mit Kern, allerdings noch vor dessen politischer Funktion, befangen sei. Dönmez warf Leitner und Kern noch zwei weitere Urlaube vor, wobei sich herausstellte, dass nur deren beide Familien, nicht aber Leitner und Kern selbst, gemeinsam auf Urlaub waren.
2018 wurden die Sommergespräche mit den fünf Parteichefs der im Nationalrat vertretenen Fraktionen von Hans Bürger und Nadja Bernhard geführt. Sie fanden erstmals seit sechs Jahren nicht in Wien statt, sondern auf einem Weingut in Rossatz in der Wachau (Niederösterreich).
2019 wurden die Sommergespräche von Tobias Pötzelsberger moderiert. 2020 wurden diese von Simone Stribl präsentiert.
2021 übernahm Lou Lorenz-Dittlbacher die Präsentation der Sommergespräche. Diese wurden auf der MQ Libelle am Dach des Leopold Museums im MuseumsQuartier Wien geführt.

## Überblick über Moderation und Gäste
- 1981: Politik am Freitag. Norbert Steger (FPÖ) – Peter Rabl; Alois Mock (ÖVP) – Peter Rabl; Bruno Kreisky (SPÖ) – Franz Kreuzer.
- 1982: Politik am Freitag. Norbert Steger (FPÖ) – Peter Rabl; Alois Mock (ÖVP) – Peter Rabl; Karl Blecha (SPÖ) – Franz Kreuzer.
- 1983: Politik am Freitag. Moderation: Peter Rabl; Gäste: Alois Mock (ÖVP); Norbert Steger (FPÖ); Fred Sinowatz (SPÖ).
- 1984: Politik am Freitag. Moderation: Rudolf Nagiller; Gäste: Norbert Steger (FPÖ); Alois Mock (ÖVP); Fred Sinowatz (SPÖ).
- 1985: Politik am Freitag. Moderation: Rudolf Nagiller; Gäste: Norbert Steger (FPÖ); Alois Mock (ÖVP); Fred Sinowatz (SPÖ).
- 1986: Inlandsreport. Alois Mock (ÖVP) – Johannes Fischer; Norbert Steger (FPÖ) – Peter Rabl; Franz Vranitzky (SPÖ) – Peter Rabl.
- 1987: Inlandsreport. Moderation: Peter Rabl; Gäste: Freda Meissner-Blau (Grüne); Jörg Haider (FPÖ); Alois Mock (ÖVP); Franz Vranitzky (SPÖ).
- 1988: Inlandsreport. Johannes Voggenhuber (Grüne) – Franz Hlavac; Jörg Haider (FPÖ) – Johannes Fischer; Alois Mock (ÖVP) – Johannes Fischer; Franz Vranitzky (SPÖ) – Franz Hlavac.
- 1989: Inlandsreport. Moderation: Franz Hlavac; Gäste: Johannes Voggenhuber (Grüne); Jörg Haider (FPÖ); Josef Riegler (ÖVP); Franz Vranitzky (SPÖ).
- 1990: Inlandsreport. Johannes Voggenhuber (Grüne) – Johannes Fischer/Hans Benedict/Peter Resetarits; Jörg Haider (FPÖ) – Johannes Fischer/Hans Benedict/Elisabeth Ludl; Josef Riegler (ÖVP) – Johannes Fischer/Hans Benedict/Gerhard Jelinek; Franz Vranitzky (SPÖ) – Johannes Fischer/Hans Benedict/Wilfried Seifert.
- 1991: Inlandsreport. Moderation: Johannes Fischer und Helmut Brandstätter; Gäste: Franz Floss (Grüne); Jörg Haider (FPÖ); Erhard Busek (ÖVP); Franz Vranitzky (SPÖ).
- 1992: Inlandsreport. Franz Floss (Grüne) – Helmut Brandstätter/Wilfried Seifert; Jörg Haider (FPÖ) – Johannes Fischer / Helmut Brandstätter; Erhard Busek (ÖVP) – Johannes Fischer/Helmut Brandstätter/Patricia Pawlicki; Franz Vranitzky (SPÖ) – Johannes Fischer / Helmut Brandstätter / Patricia Pawlicki.
- 1993: Inlandsreport. Moderation: Helmut Brandstätter; Gäste: Heide Schmidt (LIF); Madeleine Petrovic (Grüne); Jörg Haider (FPÖ); Erhard Busek (ÖVP); Franz Vranitzky (SPÖ).
- 1994: Sommergespräche. Moderation: Elmar Oberhauser; Gäste: Heide Schmidt (LIF); Madeleine Petrovic (Grüne); Jörg Haider (FPÖ); Wolfgang Schüssel (ÖVP); Franz Vranitzky (SPÖ).
- 1995: Anders gefragt. Moderation: Rudolf Nagiller; Gäste: Madeleine Petrovic (Grüne); Heide Schmidt (LIF); Jörg Haider (FPÖ); Wolfgang Schüssel (ÖVP); Franz Vranitzky (SPÖ).
- 1996: Anders gefragt. Moderation: Rudolf Nagiller; Gäste: Christoph Chorherr (Grüne); Heide Schmidt (LIF); Jörg Haider (FPÖ); Wolfgang Schüssel (ÖVP); Franz Vranitzky (SPÖ).
- 1997: Zur Sache spezial. Moderation: Margit Czöppan; Gäste: Christoph Chorherr (Grüne); Heide Schmidt (LIF); Jörg Haider (FPÖ); Wolfgang Schüssel (ÖVP); Viktor Klima (SPÖ).
- 1998: Zur Sache spezial. Alexander Van der Bellen (Grüne) – Robert Hochner; Heide Schmidt (LIF) – Robert Hochner; Jörg Haider (FPÖ) – Robert Hochner; Wolfgang Schüssel (ÖVP) – Elmar Oberhauser; Viktor Klima (SPÖ) – Elmar Oberhauser.
- 1999: Zur Sache spezial. Moderation: Johannes Fischer; Gäste: Alexander Van der Bellen (Grüne); Heide Schmidt (LIF); Jörg Haider (FPÖ); Wolfgang Schüssel (ÖVP); Viktor Klima (SPÖ).
- 2000: Zur Sache – Sommergespräche 2000. Moderation: Gisela Hopfmüller; Gäste: Alexander Van der Bellen (Grüne); Alfred Gusenbauer (SPÖ); Susanne Riess-Passer (FPÖ); Wolfgang Schüssel (ÖVP).
- 2001: Sommergespräche. Moderation: Gisela Hopfmüller; Gäste: Alexander Van der Bellen (Grüne); Alfred Gusenbauer (SPÖ); Susanne Riess-Passer (FPÖ); Wolfgang Schüssel (ÖVP).
- 2002: Sommergespräche. Moderation: Werner Mück; Gäste: Alexander Van der Bellen (Grüne); Alfred Gusenbauer (SPÖ); Susanne Riess-Passer (FPÖ); Wolfgang Schüssel (ÖVP).
- 2003: Sommergespräche. Moderation: Werner Mück; Gäste: Alexander Van der Bellen (Grüne); Alfred Gusenbauer (SPÖ); Herbert Haupt (FPÖ); Wolfgang Schüssel (ÖVP).
- 2004: Das Sommergespräch mit Werner Mück. Moderation: Werner Mück; Gäste: Alexander Van der Bellen (Grüne); Ursula Haubner (FPÖ); Alfred Gusenbauer (SPÖ); Wolfgang Schüssel (ÖVP).
- 2005: Sommergespräche. Moderation: Armin Wolf; Gäste: Heinz-Christian Strache (FPÖ); Jörg Haider (BZÖ); Alexander Van der Bellen (Grüne); Alfred Gusenbauer (SPÖ); Wolfgang Schüssel (ÖVP).
- 2006: Sommergespräche. Moderation: Gabi Waldner; Gäste: Heinz-Christian Strache (FPÖ); Peter Westenthaler (BZÖ); Alexander Van der Bellen (Grüne); Alfred Gusenbauer (SPÖ); Wolfgang Schüssel (ÖVP).
- 2007: Sommergespräche. Peter Westenthaler (BZÖ) – Elmar Oberhauser/Hubert Patterer; Heinz-Christian Strache (FPÖ) – Elmar Oberhauser/Wolfgang Fellner; Alexander Van der Bellen (Grüne) – Elmar Oberhauser/Georg Wailand; Wilhelm Molterer (ÖVP) – Elmar Oberhauser/Gerhard Lackner; Alfred Gusenbauer (SPÖ) – Elmar Oberhauser/Christoph Kotanko.
- 2008: Keine Sommergespräche wegen der TV-Duelle vor der Nationalratswahl im September 2008.
- 2009: Sommergespräche. Maria Vassilakou (Grüne) – Ingrid Thurnher/Erika Pluhar; Josef Bucher (BZÖ) – Ingrid Thurnher/Michael Köhlmeier; Heinz-Christian Strache (FPÖ) – Ingrid Thurnher/Monica Weinzettl; Josef Pröll (ÖVP) – Ingrid Thurnher/Harald Krassnitzer; Werner Faymann (SPÖ) – Ingrid Thurnher/Stefan Ruzowitzky.
- 2010: Sommergespräche. Josef Bucher (BZÖ) – Ingrid Thurnher/Doris Felber; Eva Glawischnig (Grüne) – Ingrid Thurnher/Claus Raidl; Heinz-Christian Strache (FPÖ) – Ingrid Thurnher/Aleksandra Izdebska; Josef Pröll (ÖVP) – Ingrid Thurnher/Hannes Androsch; Werner Faymann (SPÖ) – Ingrid Thurnher/Siegfried Wolf.
- 2011: Sommergespräche. Moderation: Ingrid Thurnher; Gäste: Josef Bucher (BZÖ); Eva Glawischnig (Grüne); Heinz-Christian Strache (FPÖ); Michael Spindelegger (ÖVP); Werner Faymann (SPÖ).
- 2012: Sommergespräche. Moderation: Armin Wolf; Gäste: Josef Bucher (BZÖ); Eva Glawischnig (Grüne); Heinz-Christian Strache (FPÖ); Michael Spindelegger (ÖVP); Werner Faymann (SPÖ).
- 2013: Keine Sommergespräche wegen der TV-Duelle vor der Nationalratswahl im September 2013.
- 2014: Sommergespräche. Moderation: Peter Resetarits; Gäste: Matthias Strolz (NEOS); Kathrin Nachbaur (Team Stronach); Eva Glawischnig (Grüne); Heinz-Christian Strache (FPÖ); Michael Spindelegger (ÖVP); Werner Faymann (SPÖ).
- 2015: Sommergespräche. Moderation: Hans Bürger; Gäste: Matthias Strolz (NEOS); Frank Stronach (Team Stronach); Eva Glawischnig (Grüne); Heinz-Christian Strache (FPÖ); Reinhold Mitterlehner (ÖVP); Werner Faymann (SPÖ).
- 2016: Sommergespräche. Moderation: Susanne Schnabl; Gäste: Matthias Strolz (NEOS); Frank Stronach (Team Stronach); Eva Glawischnig (Grüne); Heinz-Christian Strache (FPÖ); Reinhold Mitterlehner (ÖVP); Christian Kern (SPÖ).
- 2017: Sommergespräche. Moderation: Tarek Leitner; Gäste: Matthias Strolz (NEOS); Ingrid Felipe (Grüne); Heinz-Christian Strache (FPÖ); Sebastian Kurz (ÖVP); Christian Kern (SPÖ).
- 2018: Sommergespräche. Moderation: Nadja Bernhard und Hans Bürger; Gäste: Peter Pilz (Liste Pilz); Beate Meinl-Reisinger (NEOS); Heinz-Christian Strache (FPÖ); Christian Kern (SPÖ); Sebastian Kurz (ÖVP).
- 2019: Sommergespräche. Moderation: Tobias Pötzelsberger; Gäste: Maria Stern (Jetzt – Liste Pilz); Beate Meinl-Reisinger (NEOS); Norbert Hofer (FPÖ); Pamela Rendi-Wagner (SPÖ); Sebastian Kurz (ÖVP).
- 2020: Sommergespräche. Moderation: Simone Stribl; Gäste: Beate Meinl-Reisinger (NEOS); Werner Kogler (Grüne); Norbert Hofer (FPÖ); Pamela Rendi-Wagner (SPÖ); Sebastian Kurz (ÖVP).
- 2021: Sommergespräche. Moderation: Lou Lorenz-Dittlbacher; Gäste: Beate Meinl-Reisinger (NEOS); Werner Kogler (Grüne); Herbert Kickl (FPÖ); Pamela Rendi-Wagner (SPÖ); Sebastian Kurz (ÖVP).
- 2022: Sommergespräche. Moderation: Tobias Pötzelsberger und Julia Schmuck;[21] Gäste: Beate Meinl-Reisinger (NEOS); Werner Kogler (Grüne); Herbert Kickl (FPÖ); Pamela Rendi-Wagner (SPÖ); Karl Nehammer (ÖVP)
- 2023: Sommergespräche. Moderation: Susanne Schnabl[22] Gäste: Beate Meinl-Reisinger (NEOS), Werner Kogler (Grüne), Herbert Kickl (FPÖ), Andreas Babler (SPÖ), Karl Nehammer (ÖVP)[23]

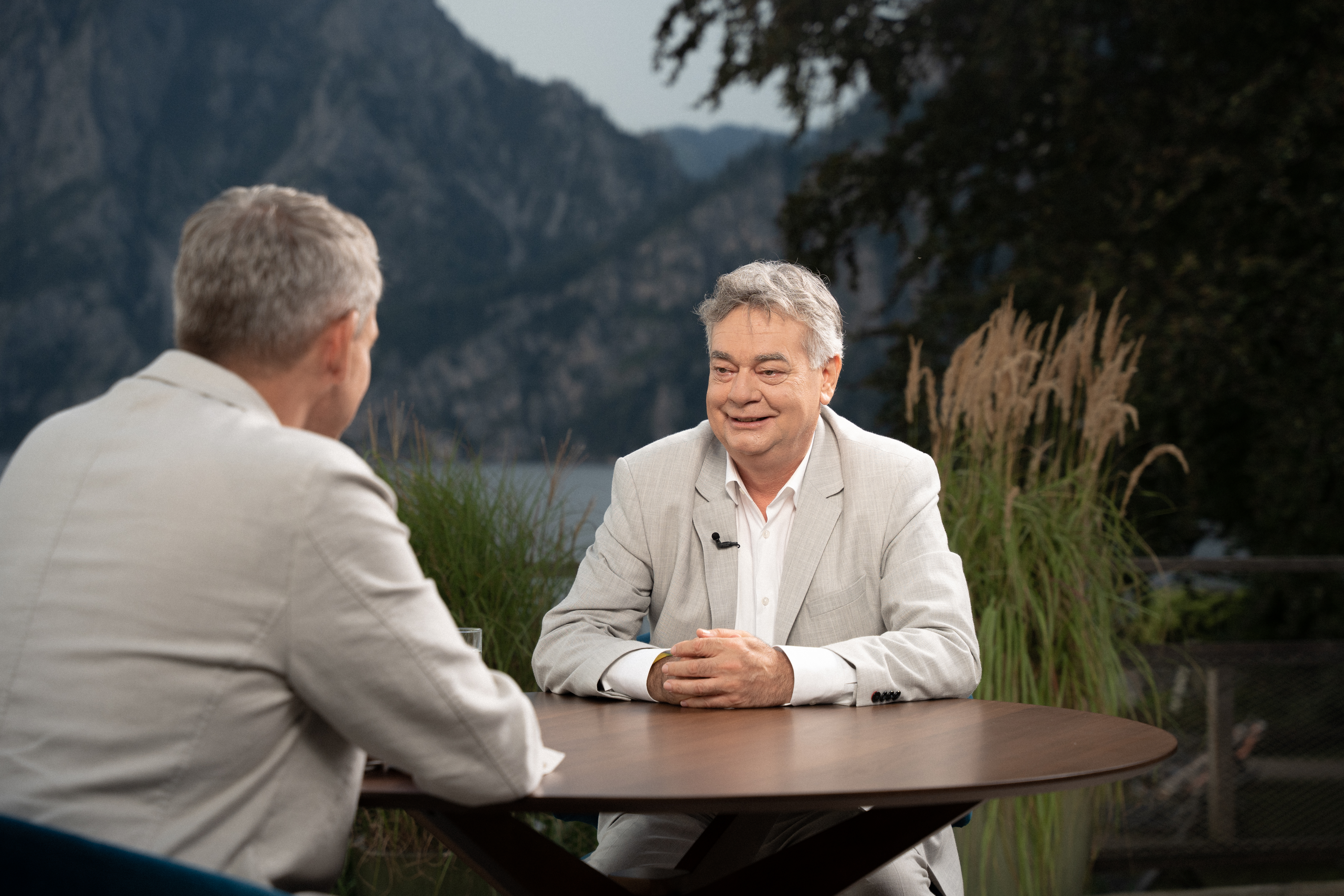
Sommergespräche 2024 mit Werner Kogler und Martin Thür

- 2024: Sommergespräche. Moderation: Martin Thür Gäste: Beate Meinl-Reisinger (NEOS), Werner Kogler (Grüne), Herbert Kickl (FPÖ), Andreas Babler (SPÖ), Karl Nehammer (ÖVP)
- 2025: Sommergespräche. Moderation: Klaus Webhofer[24][25] Gäste: Beate Meinl-Reisinger (NEOS), Leonore Gewessler (Grüne), Andreas Babler (SPÖ), Christian Stocker (ÖVP), Herbert Kickl (FPÖ)